# Ачмарда
Ачмарда (груз. აჩმარდა) — село в Абхазии, в Гагрском районе частично признанной Республики Абхазия, согласно административному делению Грузии — в Гагрском муниципалитете Абхазской Автономной Республики, на реке Хашупсе. Высота над уровнем моря составляет 460 метров.

## Население
По данным 1959 года в селе Ачмарда проживало 415 человек, в основном армяне В 1989 году в селе проживало 230 человек, также в основном армяне.